# Brett McClure
Brett McClure, född 19 februari 1981 i Yakima, Washington, är en amerikansk gymnast.
Han tog OS-silver i lagmångkampen i samband med de olympiska gymnastiktävlingarna 2004 i Aten.